# Trollius acaulis
Trollius acaulis — вид квіткових рослин родини Жовтецеві (Ranunculaceae).

## Поширення
Вид зустрічається на півночі Пакистану, у Кашмірі та Непалі на альпійських луках і високогір'ї на висоті близько 3000 м над рівнем моря.

## Опис
Багаторічні трав'янисті рослини 8–30 см заввишки. Стебла відсутні. Прикореневе листя діаметром 3–5 см, в контурі округле, пальчасто-розсічене майже дощенту, на довгих, тонких, висхідних черешках. Сегменти в кількості 3–5 штук, ромбічні, нерівномірно розділені на кілька довгасто-ланцетних, великозубчастих або виїмчастих біля верхівки часток. Квіти поодинокі на дуже коротких квітконіжках, 3,5–5 см діаметром, чашоподібні, золотисто-жовті. Чашолистки в кількості 8–9 штук, розпростерті, ланцетні або широкоовальні, загострені, зубчасті. Пелюстки-нектарники в кількості 5–16 штук, довгасто-лопатчаті, коротші від тичинок. Тичинки яскраво жовті. Цвіте в червні-липні. Морозостійкий до мінус 23 °C.